# Słoboda (Basses-Carpates)
Pour les articles homonymes, voir Słoboda.
Słoboda est une localité polonaise de la gmina de Kuryłówka, située dans le powiat de Leżajsk en voïvodie des Basses-Carpates.